# Dorcadion urmianum
Dorcadion urmianum är en skalbaggsart som beskrevs av Plavilstshikov 1937. Dorcadion urmianum ingår i släktet Dorcadion och familjen långhorningar.
Artens utbredningsområde är Iran. Inga underarter finns listade i Catalogue of Life.